# Peaches en Regalia

Peaches en Regalia est un morceau instrumental du musicien américain Frank Zappa, qui ouvre l'album Hot Rats paru en 1969.

## Composition
Pour l'ingénieur du son Bobby Owsinski (en), Peaches en Regalia tient plus du jazz ou de la musique classique que du rock avec sa structure irrégulière et ses arrangements où plusieurs instruments reprennent la ligne mélodique.

## Postérité
Le morceau, avec son introduction à la batterie qui le rend immédiatement reconnaissable, est un classique du répertoire de Zappa et a souvent été utilisé en ouverture ou en rappel dans ses concerts. Des versions différentes figurent sur les albums Fillmore East: June 1971 et Tinseltown Rebellion (sous le titres Peaches III).
Zappa Plays Zappa, le groupe du fils de Frank Dweezil Zappa, remporte en 2009 le Grammy Award de la meilleure prestation rock instrumentale pour son interprétation de Peaches en Regalia avec Steve Vai et Napoleon Murphy Brock.